# Hope Ranch
Hope Ranch est une banlieue non incorporée de Santa Barbara en Californie, située dans le comté de Santa Barbara.
Sa population était d'environ 2 200 habitants en 2000.

## Histoire
La première mention connue de la région de Hope Ranch remonte à 1769.
En 1861, Thomas Hope, un irlandais immigrant y achète un terrain pour 8 000 $. Il meurt en 1876, et la Southern Pacific Railroad  rachète le terrain pour 250 000 $. C'est à présent une zone résidentielle de 773 parcelles.